# Laboratoire lorrain de recherche en informatique et ses applications
Le Loria est le laboratoire lorrain de recherche en informatique et ses applications.
Il est situé à Vandœuvre-lès-Nancy et Villers-lès-Nancy, près de Nancy, sur le campus Aiguillettes (Faculté des Sciences et Technologies) de l'Université de Lorraine.

## Aspects historiques
L'informatique a été introduite dans les universités de Nancy dès 1957 sous l'impulsion de Jean Legras, spécialiste en analyse numérique. Il  put faire démarrer des travaux en mécanique rationnelle avec un IBM 604. Peu après, autour d'un ordinateur IBM 650, une équipe de chercheurs pratiquaient le calcul numérique.
Marion Créhange soutient en 1961, sous la direction de Jean Legras, l'une des premières thèses françaises en informatique.

### Le contexte informatique régional: de l'IUCA au CIRIL
Le calcul scientifique fut la première filière de croissance de l'informatique lorraine, comme le rappelle le nom du premier établissement orienté informatique à Nancy : l'IUCA (Institut universitaire de calcul automatique). Créé par Jean Legras en 1959, il rassemblait des chercheurs issus des mathématiques appliquées ou venant des écoles d'ingénieurs de Nancy. Il fut ensuite doté d'un ordinateur français, le CAE 510. Le logiciel était écrit en Fortran 4 (ou en Algol 60, à titre expérimental).
En 1970, l'acquisition d'un CII 10070 a permis un premier changement d'échelle, avec toujours une focalisation sur le calcul scientifique (et une ouverture sur les traitements graphiques).
En 1974, l'acquisition d'un Iris 80 a entrainé une diversification encore plus avancée, grâce à la mémoire virtuelle (qui permettait d'héberger n'importe quelle application), le temps partagé (et les traitements interactifs) et une offre logicielle de plus en plus variée. Le sigle de ce centre est devenu "IUCAL" (Institut universitaire de calcul automatique de Lorraine).
Enfin, dans les années 1980, l'acquisition d'un Multics a symbolisé la position de Nancy comme centre de calcul régional. Le sigle a de nouveau évolué pour devenir CIRIL (Centre inter-régional d'informatique de Lorraine ; aujourd’hui Centre interuniversitaire des ressources informatiques de Lorraine), et depuis 1998 sa mission prioritaire est la gestion du réseau régional Stannet, accès internet des établissements académiques de Nancy.

### Appropriation de l'informatique par les secteurs scientifiques
À travers le Centre de recherche pour un Trésor de la langue française (CRTLF), la linguistique, et plus précisément la lexicologie, a été l'une des premières disciplines scientifiques à faire usage de l'informatique. Des réflexions démarrées dans les années 1955 ont permis la mise en place d'une application très novatrice, la fabrication d'un dictionnaire en utilisant des moyens d'analyse automatique de la langue. Elle disposait pour cela d'un Gamma 60, la plus grande configuration informatique disponible à cette époque.
Grâce aux coopérations entre Paul Imbs et Jean Legras, le CRTLF s'est associé aux universités pour l'acquisition de l'Iris 80. Cela a permis de développer des compétences autour de la recherche d'information par l'utilisation des logiciels Mistral et ultérieurement Texto.
Dans la même période, d'autres établissements lorrains ont commencé à s'équiper d'ordinateurs (par exemple un IBM 1130 à l'ENSIC).

### Le Centre de recherche en informatique de Nancy (CRIN)
Dans les années 1960, Claude Pair diversifie les thèmes de recherche autour de la compilation, de la théorie des graphes, des structures de données et de la théorie des langages. Dans les années 1970, il crée une équipe de recherche sur ses thèmes de recherche qui deviendra par la suite le CRIN (Centre de Recherche en Informatique de Nancy), en association avec le CNRS.
Jean-Paul Haton introduit en 1973 une nouvelle thématique, la reconnaissance de la parole.
Le CRIN a été successivement dirigé par :
- Claude Pair,
- Jean-Claude Derniame,
- Jean-Pierre Finance,
- Jean-Marie Pierrel.

### L'INRIA Lorraine
En 1986, l'INRIA a installé à Nancy sa cinquième unité, après Rocquencourt, Rennes (IRISA), Sophia Antipolis et Grenoble.

### Le LORIA
Le LORIA est issu, en décembre 1997, de la réunion du CRIN et de l'INRIA Lorraine.

## Thèmes de recherche
La mission fondamentale du LORIA est de mener des recherches fondamentales et appliquées, au niveau international, dans le domaine des sciences et technologies de l'information et de la communication. Le LORIA assure également des missions de formation par la recherche (thèses) et de transfert de technologie.
Ses thèmes de recherche sont les suivants :
- Calculs, simulation et visualisation à haute performance ;
- Qualité et sûreté des logiciels (voir génie logiciel et sûreté de fonctionnement des systèmes informatiques) ;
- Systèmes parallèles, distribués et communicants ;
- Modèles et algorithmes pour les sciences du vivant (voir bio-informatique);
- Traitement automatique du langage naturel et communication multimodale, structures de traits[5] ;
- Représentation et gestion des connaissances.

## Établissements partenaires
Trois établissements sont partenaires du laboratoire :
- le CNRS, Centre National de Recherche Scientifique (UMR 7503)
- Inria, anciennement Institut national de recherche en informatique et en automatique
- l'Université de Lorraine

Avant la fusion des quatre universités de Lorraine le 1er janvier 2012, le LORIA était cohabilité par l'INPL, l'Université Henri Poincaré et l'Université Nancy 2.